# Fédération royale néerlandaise des échecs
Pour les articles homonymes, voir KNSB.
La Fédération royale néerlandaise des échecs (en néerlandais : Koninklijke Nederlandse Schaakbond - KNSB) est l'organe national
chargé de gérer et de promouvoir la pratique des échecs aux Pays-Bas.
C'est l'une des plus anciennes fédérations sportives aux Pays-Bas.
Son siège social se situe à Haarlem.
Le président s’appète Eddy Schuyer
Elle a été fondée en 1873.
La KNSB inclut 12 fédérations régionales.

## Organisation

### Bureau
- Président (voorzitter) : Eddy Schuyer
- Trésorier (penningmeester) : Michie Bosnan
- Secrétaire (secretaris) : Arthur Rongen

## Organismes régionaux
Le KNSB regroupe 13 fédérations régionales autonomes.
- 1 FSB Friese Schaakbond (Fédération frisonne des échecs)
- 2 NOSBO Noordelijke Schaakbond
- 3 SBO Schaakbond Overijssel (Fédération d'échecs d'Overijssel)
- 4 OSBO Oostelijke Schaakbond
- 6 SGS Stichts-Gooise Schaakbond
- 8 SGA Schaakbond Groot-Amsterdam (Fédération d'échecs du Grand-Amsterdem)
- 9 NHSB Noord-Hollandse Schaakbond (Fédération nord-hollandaise des échecs)
- 11 LeiSB Leidse Schaakbond (Fédération leidoise des échecs)
- 12 HSB Haagse Schaakbond (Fédération haguénoise des échecs)
- 14 RSB Rotterdamse Schaakbond (Fédération rotterdamoise des échecs)
- 16 ZSB Zeeuwse Schaakbond (Fédération zélandaise des échecs)
- 17 NBSB Noord Brabantse Schaak Bond (Fédération nord-brabançonne des échecs)
- 19 LiSB Limburgse Schaakbond (Fédération limbourgeoise des échecs)